# Диана (фрегат, 1852)
«Диана» — фрегат военного флота Российской империи. Стал последним парусным 52-пушечным фрегатом военно-морского флота Российской империи, построенным под руководством подполковника корпуса корабельных инженеров Ф. Т. Загуляева по чертежам фрегата «Паллада», разработанным кораблестроителем В. Ф. Стоке.

## Строительство
Заложен на Соломбальской верфи в Архангельске 21 мая 1851 года, спущен на воду 19 мая 1852 года.
Длина фрегата — 52,8 м, ширина — 13,6 м. Спущен на воду 19 мая 1852 года. Включён в состав Балтийского флота и в июле 1852 года был переведён из Архангельска в Кронштадт. Летом 1853 года в составе эскадры участвовал в практическом плавании по Финскому заливу.

## Служба

### Плавание в Японию
4 октября 1853 года «Диана» вышла из Кронштадта на Дальний Восток России, чтобы сменить пришедший в негодность фрегат «Паллада», на котором в Японию был направлен с дипломатической миссией вице-адмирал Е. В. Путятин.
На напутственном молебне по случаю отплытия корабля о ниспослании морякам «невидимого хранителя, от всякого злого обстояния и во всяком благополучии соблюдающа» присутствовал управляющий морским министерством великий князь Константин Николаевич.
С учётом важности поставленной задачи командование фрегатом было возложено на опытного моряка капитан-лейтенанта С. С. Лесовского, которого для этого по ходатайству Е. В. Путятина отозвали с Черноморского флота. В составе офицеров «Дианы» были:
- семь лейтенантов, в том числе, старший офицер корабля И. И. Бутаков и однокашники по Морскому кадетскому корпусу А. Ф. Можайский и князь А. В. Оболенский;
- четыре мичмана, в том числе, А. А. Колокольцев и Т. Ф. Можайский (младший брат А. Ф. Можайского);
- поручик корпуса флотских штурманов Антипенко;
- подпоручик Пётр Ёлкин;
- три прапорщика и пять молодых гардемаринов[3].

До Северного моря фрегат шёл в сопровождении буксирного парохода «Отважный». Во время первой стоянки с 13 по 20 октября в Копенгагене были приобретены книги, морские таблицы и инструменты, необходимые в кругосветном плавании.
31 октября корабль вышел в Атлантический океан.
С 14 по 18 ноября «Диана» стояла на рейде порта Сан-Себастьян острова Гомера.
1 декабря был пройден экватор. Затем, после захода в Рио-де-Жанейро (13 декабря 1853 года — 7 января 1854 года), фрегат прошёл мыс Горн и 22 февраля стал на якорь для ремонтных работ в Вальпараисо. В своём рапорте С. С. Лесовский писал:

«Повреждения в корпусе фрегата совершенно незначительны, за исключением следующих: у двух бимсов сломались железные кницы, бимс бушпритного пяртнерса осел, с обеих сторон носовой части оторвало несколько листов меди, а с грепа — свинец. Последнее повреждение важно более других и требует работы под водою с водолазным прибором, что обойдется с лишком в 700 руб. Меди оторвано до 30 листов. Здешние мастера приписывают это — малым размерениям шляпок обшивных гвоздей, ибо много гвоздей осталось, а меди нет. По контракту все должно быть готово к 17 марта, после чего я немедленно отправляюсь на Сандвичевы острова, где надеюсь получить приказания вице-адмирала Путятина на счет дальнейшего плавания»
Но уже 11 марта фрегат вышел в море. После 56-дневного перехода через Тихий океан фрегат пришёл в Гонолулу. В конце мая, когда из газет морякам стало известно что Франция и Англия начали военные действия против России, и что английская эскадра адмирала Прайса охотится за кораблями Путятина, «Диана» ушла от Гавайских островов и в июле 1854 года пришла к месту встречи с фрегатом «Паллада» в заливе Де-Кастри.
По указанию генерал-губернатора графа Н. Н. Муравьёва были предприняты меры по снабжению фрегата провизией, а главное сухарями, для изготовления которых на мысе Лазарева была устроена пекарня, чтобы корабль смог отправиться в Японию.
Старший офицер «Дианы» И. И. Бутаков, получивший чин капитан-лейтенанта, был назначен командиром фрегата «Паллада», который был разоружён и переведён на стоянку в Императорскую гавань. Часть команды «Паллады» была переведена на «Диану».

## Крушение

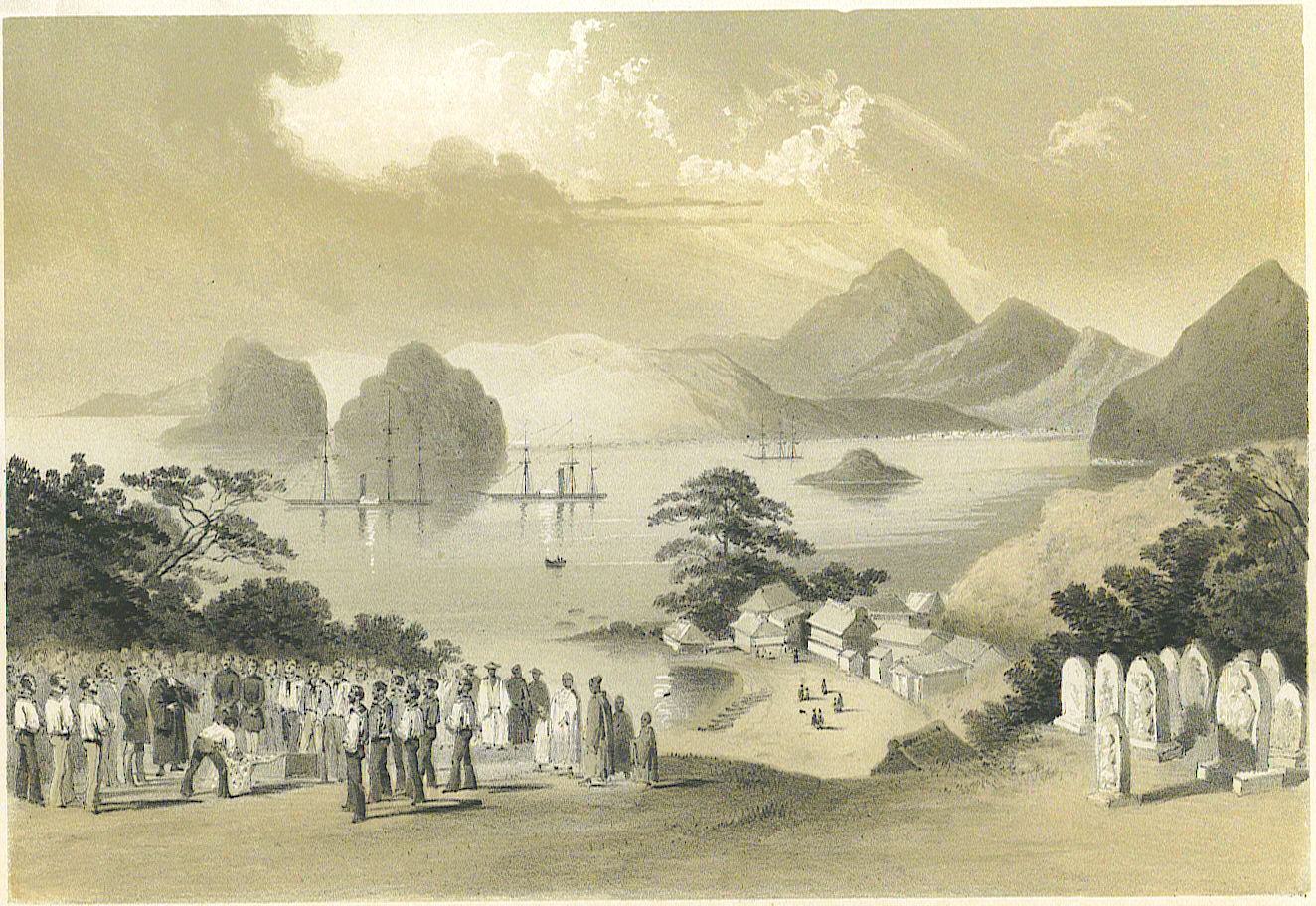
Залив Симода.1856 год

В конце сентября «Диана», имея на борту делегацию Е. В. Путятина, направилась к берегам Японии. Посетив японские порты Хакодатэ и Осака, 22 ноября фрегат бросил якорь в заливе Симода.
Около 10 часов утра 11 декабря 1854 года в бухте в результате землетрясения и последоваших цунами фрегат получил серьёзные повреждения и потерял руль. 2 января 1855 года «Диану» на временном руле пытались провести для ремонта в более спокойную бухту Хеда в 15 милях от Симоды, но из-за сильного ветра фрегат был поставлен на два якоря в кабельтове от берега.
7 января 1855 года при попытке отбуксировать фрегат в Хеду, он был опрокинут неожиданным сильным шквалом и затонул.

### Возвращение экипажа в Россию
После гибели «Дианы» экипаж собственными силами, по опубликованным в журнале «Морской сборник» (№ 1 за 1849 год) чертежам шхуны «Опыт», оказавшемся среди спасённых вещей, принялся строить судно. Под руководством офицеров матросы с помощью местных жителей заготовили в лесу древесину, выгнали смолу, спряли пеньковые канаты, сшили паруса. Уже в апреле шхуна, названная «Хеда» и на борту которой был Е. В. Путятин с капитаном 2-го ранга К. Н. Посьетом, вышла в море, и обойдя Японию с юга, пришла в Петропавловск 10 мая.
Для отправки остальных членов экипажа были зафрахтованы два торговых корабля. Капитан-лейтенант С. С. Лесовский с офицерами «Дианы» и 150 матросами пришёл на американской шхуне в Петропавловск, а оттуда в залив Де-Кастри. На втором корабле к русским берегам были отправлены 284 человека под командой лейтенанта Мусина-Пушкина, но 20 июня 1855 года возле Сахалина их взяли в плен англичане и пароходом отправили в Англию.
В конце 1855 года С. С. Лесовский был произведён «за отличие» в капитаны 2-го ранга, и в начале 1857 года вернулся в Санкт-Петербург, тем самым завершив своё кругосветное путешествие. Миссия Е. В. Путятина была признана успешной, по возвращении в Петербург Путятин в конце 1855 года получил титул графа.

## Командиры
- ??.??.1852—??.08.1853 А. М. Кишкин
- 04.09.1853—??.??.1855 С. С. Лесовский